# 西駅 (ブダペスト地下鉄)
座標: 北緯47度30分39.52秒 東経19度3分21.89秒 / 北緯47.5109778度 東経19.0560806度
西駅（にしえき）とは、ハンガリー共和国ブダペスト県ブダペスト市5区6区13区に跨って位置するブダペスト地下鉄3号線の駅である。

## 駅構造
- 島式ホーム1面2線を有す地下駅。
- 深さ25.76m地点に存在する。

## 駅周辺
- ハンガリー国鉄ブダペスト西駅

## 歴史
- 1981年12月30日 - マルクス広場駅として開業。
- 1990年 - 現駅名に改称。

## 隣の駅
ブダペスト地下鉄
■3号線
レヘル広場駅 - ブダペスト西駅 - アラニ・ヤーノシュ通駅